# Гросбардорф
Гросбардорф (њем. Großbardorf) општина је у њемачкој савезној држави Баварска. Једно је од 37 општинских средишта округа Рен-Грабфелд. Према процјени из 2010. у општини је живјело 958 становника. Посједује регионалну шифру (AGS) 9673126.

## Географски и демографски подаци
Гросбардорф се налази у савезној држави Баварска у округу Рен-Грабфелд. Општина се налази на надморској висини од 296 метара. Површина општине износи 16,5 km². У самом мјесту је, према процјени из 2010. године, живјело 958 становника. Просјечна густина становништва износи 58 становника/km².